# فيتامين هـ
فيتامين(E) أحد المركبات الثمانية التي تذوب في الدهون وتشمل كلا من
توكوفرولات وتوكوترييونولات.

## أهميته الحيوية
فيتامين هـ  أو Vitamin E يمنع أكسدة الــ أحماض دهنية متعددة غير مشبعة polyunsaturated fatty acids وتمنع أكسدة الليبوبروتينات قليلة الكثافة ولذلك فهو يقلل من احتمالات الإصابة بتصلب الشرايين .
وهو أيضاً يحمي فوسفولبيدات الأغشية الخلوية وتحت الخلوية phospholipids of cellular and subcellular membranes عن طريق منع أكسدة متعدد احماض دهنية غير مشبعة. وهذا التأثير المضاد للأكسدة في فيتامين إي كفء في تركيزات الأكسجين العالية ولذلك فهو يتركز في كرات الدم الحمراء وأغشية الجهاز التنفسي وشبكية العين .
ويتزايد الاحتياج لفيتامين E كلما زاد تناول متعدد احماض دهنية غير مشبعة

## الجرعة اليومية الموصى بها
| mg/day             | Age            |
| الرضع              | الرضع          |
| ------------------ | -------------- |
| 4                  | 0 إلى 6 شهور   |
| 5                  | 7 إلى 12 شهور  |
| الأطفال            |                |
| 6                  | 1 إلى 3 سنوات  |
| 7                  | 4 إلى 8 سنوات  |
| 11                 | 9 إلى 13 سنوات |
| اليافعين والبالغين |                |
| 15                 | 14 فما فوق     |

## وجوده في الطعام
| الطعام                      | المحتوى مليغرام لكل 100 غرام |
| --------------------------- | ---------------------------- |
| زيت القمح (جنين حبات القمح) | 215,4                        |
| زيت عباد الشمس              | 55,8                         |
| زيت الفول السوداني          | 17,2                         |
| زيت الزيتون                 | 12,0                         |
| اغلفة حبات القمح            | 2,4                          |
| الذرة                       | 2,0                          |
| الشوفان المسحوق             | 1,5                          |
| اسبراغ أو هليون             | 2,0                          |
| طماطم                       | 0,9                          |
| الجزر                       | 0,6                          |
| القرنبط                     | 0,1                          |
| اللوز                       | 25,0                         |
| البندق                      | 25,0                         |
| عين الجمل                   | 6,2                          |

تكثر نسب وجود فيتامين هـ في المكسرات ؛ البندق واللوز وعين الجمل. 
مستويات فيتامين (هـ) في الأطعمة الحيوانية أقل بكثير من تلك الموجودة في الأطعمة النباتية.  زيوت نباتية تحتوي على نسبة عالية من فيتامين E بشكل خاص ، وعادة ما تسود نسبة α-tocopherol.  من ناحية أخرى ، يسود γ-tocopherol في  زيت الصويا. كلما زادت  الأحماض الدهنية غير المشبعة في الزيوت ، زاد احتوائها على فيتامين هـ. تكرير هذه الزيوت يمكن أن يؤدي إلى خسائر فادحة (تصل إلى حوالي 40٪) من فيتامين هـ.
الخضار تحتوي على القليل من فيتامين E مقارنة بالزيوت ، وعادة ما تحتوي الأجزاء الخضراء من النباتات على الكثير من α-tocopherol اعتمادًا على كمية البلاستيدات الخضراء. بالإضافة إلى ذلك ، يوجد أيضًا في أجزاء نباتية "صفراء" أخرى مثل  الجذور أو  الفواكه ، حيث يرتبط بمحتوى الكروموبلاست ( بشكل رئيسي كـ γ- توكوفيرول).  مصدر آخر لفيتامين E هو الحبوب ومنتجات الحبوب.  فيتامين E الموجود في القمح  تُستهلك الحبوب أثناء الإنبات.  اعتمادًا على طبقة حبوب القمح ، هناك هي فيتاميرات مختلفة.
يتكوّن فيتامين E فقط في النباتات ، ويبدأ التخليق الحيوي من حمض homogentisic و phytyl pyrophosphate غالبًا في صانعة s. 

## الاستخدام الصيدلاني
هو مضاد تأكسد في الجسم ويستخدم في المعالجة .
ألفاتوكوفيرول عرف كمصدر للفيتامين E وكمادة تجارية متوفرة تؤمن الخواص المطلوبة في الفيتامين E فيما يبدي توكوفيرول خواصاً معتدلة مضادة للأكسدة يكون لـ بيتا، غاما، ألفا تأثيراً أكبر كمضادات للتأكسد .
مشتقات التوكوفيرول تكون ذات فائدة في المستحضرات الصيدلانية زيتية أو دهنية القوام. وعادة ما يتراوح تركيزها (0.00 – 0.05%) وهناك على الدوام تركيز أمثل لها حيث أن الأكسدة الذاتية لحمض الكتان وميثيل اللينولينات عند استخدام تراكيز زهيدة من توكوفيرول، إلا أنها تتسع عند استخدام تراكيز عالية منه تتباطأ لأنه بحد ذاته يقوم بأكسدتها .
من الممكن تعزيز الفعل المضاد للأكسدة بإضافة مواد محبة للزيت كالليستين والاسكوربيل بالمسيتات .

## الآثار الجانبية
امتصاص فيتامين إي يعتمد على سلامة البنكرياس وظيفياً وإفراز الصفراء وتكوين المستحلب الدهني والعبور خلال الأغشية المعوية. وهذا يرجع إلى ان الفيتامين يُمتص مذاباً في دهون الطعام ثم يتحرر ويُمتص أثناء هضم الدهن ثم يتم نقله في الدم عن طريق البروتينات الدهنية الموجودة في البلازما ويخزن في الأنسجة الدهنية .
وعلى ذلك فإن أي حالة تؤثر على العمليات المذكورة تؤدي إلى نقص فيتامين إي مثل  التليف الكيسي وأمراض الكبد المزمنة ونقص البروتينات الشحمية في الدم abetalipoproteinemia والبراز الدهني steatorrhea وعند المرضى الذي تم عندهم استئصال جزء من الأمعاء intestinal resection.
نقص فيتامين إي قد يؤدي إلى تقصير فترة حياة الكرات الدموية الحمراء مما يؤدي للأنيميا خاصةً في الأطفال. وهناك بعض الدلائل على أن فيتامين إي يستطيع أن يحمي الجلد من آثار الأشعة فوق البنفسجية .
ويبدو أن فيتامين إي يقوي الخلايا اللمفاوية ويقلل من إنتاج بروستاجلاندين إي2 المثبط للمناعة prostaglandin E2 ويقلل من بيروكسيدات لبيدات مصل البلازما المثبطة للمناعة immunosuppressive serum lipid peroxides.
فيتامين إي ذو تأثير مضاد للصفائح الدموية ولذلك فهو يقلل من التصاقها بجدران الأوعية الدموية.